# Primera División Profesional de Uruguay 2017
Il campionato di Primera División Profesional de Uruguay 2017, che per ragioni di sponsor ha assunto il nome di Copa Coca-Cola 2017, è stata la 114ª edizione del massimo torneo calcistico uruguaiano. La competizione, vinta dal Peñarol per la 51ª volta, è iniziata il 4 febbraio 2017 e si è conclusa il 10 dicembre 2017.

## Formato
La Federazione calcistica dell'Uruguay ha stabilito il ritorno dello svolgimento del campionato nazionale seguendo l'anno solare e non più il calendario dei campionati tipicamente utilizzato in Europa (cioè inizio in autunno per finire nella primavera dell'anno successivo).
Il campionato, dunque, si è svolto nel sistema tradizionale che prevede la disputa di un campionato di Apertura ed uno di Clausura, ognuno dei quali disputato lungo 15 giornate. Tra la fine dell'Apertura e l'inizio del Clausura è stato organizzato un Torneo Intermedio, con la costituzione di due gironi da 8 squadre ognuno (composizione determinata sulla base della classifica finale del torneo di Apertura). Questo Torneo Intermedio ha visto la disputa di 7 giornate a girone unico.
Per l'attribuzione del titolo di campione nazionale, si è disputata una sfida tra la squadra che ha ottenuto più punti durante tutto l'arco della stagione (quindi tenendo conto dell'Apertura, dell'Intermedio e del Clausura) e il vincitore di uno spareggio fra le due squadre vincitrici del torneo di Apertura e di Clausura.
La squadra campione nazionale sfiderà infine la squadra vincitrice del Torneo Intermedio per l'aggiudicazione della Supercoppa di Uruguay.

## Squadre partecipanti
Al campionato partecipano 16 squadre, di cui una proveniente dalla Segunda División, l'El Tanque Sisley.
| Squadra              | Città                  | Stadio                 | Posti  | Allenatore          |
| -------------------- | ---------------------- | ---------------------- | ------ | ------------------- |
| Boston River         | Montevideo             | José Nasazzi           | 7.000  | Alejandro Apud      |
| Cerro                | Montevideo             | Luis Tróccoli          | 25.000 | José Basualdo       |
| Danubio              | Montevideo             | Jardines del Hipódromo | 18.000 | Roberto Roo         |
| Defensor Sporting    | Montevideo             | Luis Franzini          | 16.000 | Eduardo Acevedo     |
| El Tanque Sisley     | Montevideo             | Campeones Olímpicos    | 7.000  | Julio César Antúnez |
| Fénix                | Montevideo             | Parque Capurro         | 5.500  | Nathaniel Revetria  |
| Juventud             | Las Piedras            | Parque Artigas         | 5.500  | José Puente         |
| Liverpool (M)        | Montevideo             | Belvedere              | 8.500  | Rosario Martínez    |
| Nacional             | Montevideo             | Gran Parque Central    | 26.500 | Martín Lasarte      |
| Peñarol              | Montevideo             | Campeón del Siglo      | 40.005 | Leonardo Ramos      |
| Plaza Colonia        | Colonia del Sacramento | Alberto Suppici        | 15.000 | Pedro Gracia        |
| Racing Montevideo    | Montevideo             | Parque Roberto         | 8.500  | Pablo Peirano       |
| Rampla Juniors       | Montevideo             | Olímpico               | 6.000  | Luis López          |
| River Plate (M)      | Montevideo             | Parque Saroldi         | 5.165  | Pablo Tiscornia     |
| Sud América          | Montevideo             | Parque Palermo         | 6.500  | Gustavo Bueno       |
| Montevideo Wanderers | Montevideo             | Parque Viera           | 10.000 | Jorge Giordano      |

## Apertura 2017

### Classifica
Il Defensor Sporting, vincendo il torneo di Apertura, si qualifica alla semifinale del campionato.
| Pos. | Squadra              | Pt | G  | V  | N | P  | GF | GS | DR  |
| ---- | -------------------- | -- | -- | -- | - | -- | -- | -- | --- |
| 1.   | Defensor Sporting    | 36 | 15 | 11 | 3 | 1  | 25 | 13 | +12 |
| 2.   | Nacional             | 35 | 15 | 11 | 2 | 2  | 26 | 15 | +11 |
| 3.   | Peñarol              | 28 | 15 | 7  | 7 | 1  | 29 | 12 | +17 |
| 4.   | Cerro                | 25 | 15 | 7  | 4 | 4  | 26 | 18 | +8  |
| 5.   | Boston River         | 23 | 15 | 7  | 2 | 6  | 21 | 15 | +6  |
| 6.   | Montevideo Wanderers | 22 | 15 | 7  | 1 | 7  | 26 | 24 | +2  |
| 7.   | Rampla Juniors       | 21 | 15 | 6  | 3 | 6  | 20 | 23 | -3  |
| 8.   | Danubio              | 19 | 15 | 4  | 7 | 4  | 17 | 16 | +1  |
| 9.   | El Tanque Sisley     | 19 | 15 | 6  | 1 | 8  | 20 | 29 | -9  |
| 10.  | River Plate (M)      | 18 | 15 | 4  | 6 | 5  | 14 | 17 | -3  |
| 11.  | Fénix                | 16 | 15 | 4  | 4 | 7  | 21 | 20 | +1  |
| 12.  | Racing Montevideo    | 15 | 15 | 4  | 3 | 8  | 16 | 23 | -7  |
| 13.  | Liverpool (M)        | 15 | 15 | 3  | 6 | 6  | 14 | 23 | -9  |
| 14.  | Juventud             | 14 | 15 | 3  | 5 | 7  | 19 | 24 | -5  |
| 15.  | Plaza Colonia        | 14 | 15 | 3  | 5 | 7  | 16 | 22 | -6  |
| 16.  | Sud América          | 9  | 15 | 2  | 3 | 10 | 18 | 34 | -16 |

Note:
Tre punti a vittoria, uno a pareggio, zero a sconfitta.

### Calendario e risultati
| Sud América       | 0 - 2 | Fénix            | 4.2.2017 | Fénix             | 1 - 1 | Juventud      | 11.2.2017 | Racing        | 1 - 1 | Liverpool         | 18.2.2017 |
| Cerro             | 1 - 0 | Racing           | 4.2.2017 | Defensor Sporting | 1 - 1 | Cerro         | 11.2.2017 | Danubio       | 4 - 4 | Fénix             | 18.2.2017 |
| Juventud          | 0 - 1 | Nacional         | 4.2.2017 | Liverpool         | 0 - 0 | Peñarol       | 11.2.2017 | Juventud      | 2 - 2 | Rampla Juniors    | 18.2.2017 |
| River Plate       | 1 - 1 | Liverpool        | 5.2.2017 | El Tanque Sisley  | 3 - 2 | Racing        | 11.2.2017 | Plaza Colonia | 0 - 1 | Nacional          | 18.2.2017 |
| Danubio           | 0 - 0 | Wanderers        | 5.2.2017 | Wanderers         | 3 - 1 | Plaza Colonia | 12.2.2017 | Cerro         | 0 - 1 | El Tanque Sisley  | 19.2.2017 |
| Defensor Sporting | 1 - 0 | Rampla Juniors   | 5.2.2017 | Rampla Juniors    | 0 - 0 | Sud América   | 12.2.2017 | River Plate   | 1 - 2 | Wanderers         | 19.2.2017 |
| Plaza Colonia     | 0 - 0 | Boston River     | 5.2.2017 | Boston River      | 2 - 0 | River Plate   | 12.2.2017 | Sud América   | 1 - 2 | Defensor Sporting | 19.2.2017 |
| Peñarol           | 4 - 0 | El Tanque Sisley | 5.2.2017 | Nacional          | 2 - 1 | Danubio       | 12.2.2017 | Peñarol       | 0 - 0 | Boston River      | 19.2.2017 |

| Racing        | 1 - 1 | Liverpool         | 18.2.2017 | Defensor Sporting | 2 - 1 | Juventud         | 24.2.2017 | Juventud         | 2 - 2 | Sud América       | 4.3.2017 |
| Danubio       | 4 - 4 | Fénix             | 18.2.2017 | Boston River      | 0 - 1 | Racing           | 25.2.2017 | Cerro            | 2 - 1 | Liverpool         | 4.3.2017 |
| Juventud      | 2 - 2 | Rampla Juniors    | 18.2.2017 | Sud América       | 0 - 6 | Cerro            | 25.2.2017 | River Plate      | 0 - 0 | Fénix             | 4.3.2017 |
| Plaza Colonia | 0 - 1 | Nacional          | 18.2.2017 | Wanderers         | 0 - 4 | Peñarol          | 25.2.2017 | Plaza Colonia    | 0 - 1 | Rampla Juniors    | 5.3.2017 |
| Cerro         | 4 - 3 | El Tanque Sisley  | 19.2.2017 | Liverpool         | 1 - 2 | El Tanque Sisley | 26.2.2017 | Racing           | 0 - 3 | Wanderers         | 5.3.2017 |
| River Plate   | 1 - 2 | Wanderers         | 19.2.2017 | Rampla Juniors    | 2 - 0 | Danubio          | 26.2.2017 | El Tanque Sisley | 1 - 0 | Boston River      | 5.3.2017 |
| Sud América   | 1 - 2 | Defensor Sporting | 19.2.2017 | Fénix             | 4 - 1 | Plaza Colonia    | 26.2.2017 | Danubio          | 0 - 2 | Defensor Sporting | 5.3.2017 |
| Peñarol       | 0 - 0 | Boston River      | 19.2.2017 | Nacional          | 0 - 0 | River Plate      | 27.2.2017 | Peñarol          | 1 - 1 | Nacional          | 5.4.2017 |

| Liverpool        | 0 - 4 | Wanderers         | 18.3.2017 | Rampla Juniors    | 0 - 3 | Racing           | 25.3.2017 | Liverpool        | 2 - 1 | Fénix             | 1.4.2017 |
| Danubio          | 1 - 0 | Juventud          | 18.3.2017 | Fénix             | 2 - 1 | El Tanque Sisley | 25.3.2017 | Plaza Colonia    | 0 - 0 | Danubio           | 1.4.2017 |
| Cerro            | 2 - 0 | Boston River      | 18.3.2017 | Wanderers         | 2 - 1 | Boston River     | 25.3.2017 | Peñarol          | 4 - 0 | Sud América       | 1.4.2017 |
| El Tanque Sisley | 0 - 1 | Nacional          | 18.3.2017 | Defensor Sporting | 2 - 2 | Peñarol          | 25.3.2017 | Boston River     | 3 - 1 | Nacional          | 1.4.2017 |
| Racing           | 1 - 0 | Fénix             | 19.3.2017 | Danubio           | 1 - 1 | Cerro            | 26.3.2017 | El Tanque Sisley | 2 - 0 | Rampla Juniors    | 2.4.2017 |
| River Plate      | 0 - 1 | Defensor Sporting | 19.3.2017 | Sud América       | 1 - 2 | River Plate      | 26.3.2017 | Racing           | 0 - 0 | Defensor Sporting | 2.4.2017 |
| Plaza Colonia    | 2 - 3 | Sud América       | 19.3.2017 | Juventud          | 0 - 2 | Plaza Colonia    | 26.3.2017 | River Plate      | 2 - 1 | Juventud          | 2.4.2017 |
| Peñarol          | 3 - 2 | Rampla Juniors    | 19.3.2017 | Nacional          | 3 - 0 | Liverpool        | 26.3.2017 | Cerro            | 1 - 2 | Wanderers         | 2.4.2017 |

| Fénix             | 1 - 2 | Boston River     | 8.4.2017 | Wanderers        | 0 - 2 | Fénix             | 15.4.2017 | Juventud          | 3 - 0 | El Tanque Sisley | 22.4.2017 |
| Defensor Sporting | 3 - 0 | El Tanque Sisley | 8.4.2017 | River Plate      | 3 - 1 | Plaza Colonia     | 15.4.2017 | River Plate       | 1 - 0 | Cerro            | 22.4.2017 |
| Juventud          | 0 - 2 | Peñarol          | 8.4.2017 | Racing           | 0 - 2 | Juventud          | 15.4.2017 | Danubio           | 1 - 0 | Racing           | 22.4.2017 |
| Danubio           | 0 - 0 | River Plate      | 9.4.2017 | Cerro            | 1 - 3 | Nacional          | 15.4.2017 | Plaza Colonia     | 1 - 1 | Peñarol          | 22.4.2017 |
| Rampla Juniors    | 2 - 2 | Liverpool        | 9.4.2017 | El Tanque Sisley | 2 - 1 | Sud América       | 16.4.2017 | Defensor Sporting | 1 - 0 | Boston River     | 23.4.2017 |
| Sud América       | 3 - 1 | Racing           | 9.4.2017 | Liverpool        | 0 - 1 | Defensor Sporting | 16.4.2017 | Rampla Juniors    | 4 - 3 | Wanderers        | 23.4.2017 |
| Plaza Colonia     | 2 - 2 | Cerro            | 9.4.2017 | Boston River     | 4 - 0 | Rampla Juniors    | 16.4.2017 | Sud América       | 1 - 2 | Liverpool        | 23.4.2017 |
| Nacional          | 2 - 1 | Wanderers        | 9.4.2017 | Peñarol          | 1 - 0 | Danubio           | 16.4.2017 | Fénix             | 0 - 1 | Nacional         | 23.4.2017 |

| Boston River     | 1 - 0 | Sud América       | 29.4.2017 | River Plate       | 1 - 2 | Racing           | 6.5.2017 | Wanderers        | 1 - 2 | Juventud          | 13.5.2017 |
| Liverpool        | 2 - 2 | Juventud          | 29.4.2017 | Rampla Juniors    | 2 - 1 | Fénix            | 6.5.2017 | Fénix            | 1 - 2 | Defensor Sporting | 13.5.2017 |
| Cerro            | 1 - 0 | Fénix             | 29.4.2017 | Danubio           | 0 - 0 | Liverpool        | 6.5.2017 | Nacional         | 4 - 3 | Sud América       | 13.5.2017 |
| Peñarol          | 1 - 1 | River Plate       | 29.4.2017 | Defensor Sporting | 3 - 2 | Nacional         | 6.5.2017 | Boston River     | 0 - 3 | Danubio           | 14.5.2017 |
| El Tanque Sisley | 2 - 4 | Danubio           | 30.4.2017 | Plaza Colonia     | 1 - 0 | El Tanque Sisley | 6.5.2017 | Liverpool        | 1 - 0 | Plaza Colonia     | 14.5.2017 |
| Racing           | 2 - 2 | Plaza Colonia     | 30.4.2017 | Juventud          | 2 - 5 | Boston River     | 7.5.2017 | El Tanque Sisley | 2 - 2 | River Plate       | 14.5.2017 |
| Wanderers        | 2 - 3 | Defensor Sporting | 30.4.2017 | Sud América       | 1 - 2 | Wanderers        | 7.5.2017 | Cerro            | 1 - 2 | Rampla Juniors    | 14.5.2017 |
| Nacional         | 1 - 0 | Rampla Juniors    | 30.4.2017 | Peñarol           | 1 - 2 | Cerro            | 7.5.2017 | Racing           | 1 - 3 | Peñarol           | 14.5.2017 |

### Classifica marcatori
| Pos. | Giocatore         | Squadra              | Gol |
| ---- | ----------------- | -------------------- | --- |
| 1°   | Cristian Palacios | Montevideo Wanderers | 15  |
| 2°   | Maureen Franco    | Cerro                | 12  |
| 3°   | Maximiliano Gómez | Defensor Sporting    | 11  |
| 4°   | Fabián Estoyanoff | Fénix                | 8   |
| 5°   | Facundo Rodríguez | Boston River         | 7   |
| 6°   | Gonzalo Bueno     | Defensor Sporting    | 6   |
| 6°   | Miguel Merentiel  | El Tanque Sisley     | 6   |
| 7°   | Rodrigo Aguirre   | Nacional             | 5   |
| 7°   | Lucas Cavallini   | Peñarol              | 5   |
| 7°   | Alexander Silva   | Rampla Juniors       | 5   |

## Torneo Intermedio 2017

### Serie A

#### Classifica
Il Defensor Sporting si qualifica alla finale dell'Intermedio.
| Pos. | Squadra           | Pt | G | V | N | P | GF | GS | DR  |
| ---- | ----------------- | -- | - | - | - | - | -- | -- | --- |
| 1.   | Defensor Sporting | 17 | 7 | 5 | 2 | 0 | 15 | 7  | +8  |
| 2.   | Peñarol           | 16 | 7 | 5 | 1 | 1 | 17 | 7  | +10 |
| 3.   | Rampla Juniors    | 11 | 7 | 3 | 2 | 2 | 7  | 8  | -1  |
| 4.   | Boston River      | 10 | 7 | 3 | 1 | 3 | 9  | 9  | 0   |
| 5.   | Fénix             | 9  | 7 | 2 | 3 | 2 | 8  | 10 | -2  |
| 6.   | Plaza Colonia     | 6  | 7 | 1 | 3 | 3 | 4  | 9  | -5  |
| 7.   | Liverpool (M)     | 5  | 7 | 1 | 2 | 4 | 7  | 10 | -3  |
| 8.   | El Tanque Sisley  | 2  | 7 | 0 | 2 | 5 | 6  | 13 | -7  |

Note:
Tre punti a vittoria, uno a pareggio, zero a sconfitta.

#### Calendario e risultati
| Liverpool         | 2 - 3 | Boston River     | 27.5.2017 | Fénix            | 1 - 1 | Liverpool         | 3.6.2017 | Liverpool         | 2 - 0 | El Tanque Sisley | 10.6.2017 |
| Plaza Colonia     | 0 - 0 | Rampla Juniors   | 27.5.2017 | Rampla Juniors   | 1 - 2 | Defensor Sporting | 4.6.2017 | Peñarol           | 4 - 1 | Rampla Juniors   | 10.6.2017 |
| Defensor Sporting | 2 - 2 | El Tanque Sisley | 27.5.2017 | El Tanque Sisley | 0 - 0 | Plaza Colonia     | 4.6.2017 | Defensor Sporting | 3 - 1 | Boston River     | 11.6.2017 |
| Peñarol           | 3 - 0 | Fénix            | 27.5.2017 | Boston River     | 0 - 0 | Peñarol           | 5.6.2017 | Plaza Colonia     | 1 - 2 | Fénix            | 11.6.2017 |

| Fénix            | 1 - 1 | Defensor Sporting | 17.6.2017 | Rampla Juniors    | 1 - 1 | Fénix            | 24.6.2017 | Plaza Colonia    | 0 - 2 | Defensor Sporting | 2.7.2017 |
| Rampla Juniors   | 1 - 0 | Boston River      | 18.6.2017 | Peñarol           | 4 - 1 | Plaza Colonia    | 24.6.2017 | El Tanque Sisley | 1 - 2 | Rampla Juniors    | 2.7.2017 |
| Liverpool        | 1 - 1 | Plaza Colonia     | 18.6.2017 | Defensor Sporting | 2 - 0 | Liverpool        | 25.6.2017 | Fénix            | 1 - 2 | Boston River      | 2.7.2017 |
| El Tanque SIsley | 1 - 2 | Peñarol           | 18.6.2017 | Boston River      | 3 - 1 | El Tanque Sisley | 25.6.2017 | Liverpool        | 1 - 2 | Peñarol           | 2.7.2017 |

| 7ª giornata    | 7ª giornata | 7ª giornata       | 7ª giornata |
| Locali         | R           | Ospiti            | Data        |
| -------------- | ----------- | ----------------- | ----------- |
| Boston River   | 0 - 1       | Plaza Colonia     | 7.7.2017    |
| Fénix          | 2 - 1       | El Tanque Sisley  | 8.7.2017    |
| Rampla Juniors | 1 - 0       | Liverpool         | 8.7.2017    |
| Peñarol        | 2 - 3       | Defensor Sporting | 8.7.2017    |

### Serie B

#### Classifica
Il Nacional si qualifica alla finale dell'Intermedio.
| Pos. | Squadra              | Pt | G | V | N | P | GF | GS | DR  |
| ---- | -------------------- | -- | - | - | - | - | -- | -- | --- |
| 1.   | Nacional             | 19 | 7 | 6 | 1 | 0 | 16 | 5  | +11 |
| 2.   | Montevideo Wanderers | 17 | 7 | 5 | 2 | 0 | 9  | 3  | +6  |
| 3.   | Racing Montevideo    | 13 | 7 | 4 | 1 | 2 | 8  | 6  | +2  |
| 4.   | Cerro                | 8  | 7 | 2 | 2 | 3 | 7  | 8  | -1  |
| 5.   | Juventud             | 6  | 7 | 1 | 3 | 3 | 5  | 8  | -3  |
| 6.   | Danubio              | 5  | 7 | 1 | 2 | 4 | 5  | 9  | -4  |
| 7.   | Sud América          | 5  | 7 | 1 | 2 | 4 | 6  | 11 | -5  |
| 8.   | River Plate (M)      | 3  | 7 | 0 | 3 | 4 | 5  | 11 | -6  |

Note:
Tre punti a vittoria, uno a pareggio, zero a sconfitta.

#### Calendario e risultati
| Juventud    | 0 - 1 | Wanderers   | 28.5.2017 | Racing      | 1 - 0 | Juventud    | 3.6.2017 | Juventud    | 1 - 0 | River Plate | 10.6.2017 |
| Cerro       | 0 - 2 | Racing      | 28.5.2017 | Wanderers   | 1 - 0 | Cerro       | 3.6.2017 | Sud América | 0 - 1 | Racing      | 11.6.2017 |
| Sud América | 1 - 1 | Danubio     | 28.5.2017 | Danubio     | 1 - 2 | Nacional    | 3.6.2017 | Cerro       | 3 - 0 | Danubio     | 11.6.2017 |
| Nacional    | 2 - 1 | River Plate | 28.5.2017 | River Plate | 0 - 2 | Sud América | 4.6.2017 | Nacional    | 1 - 1 | Wanderers   | 11.6.2017 |

| Juventud    | 2 - 2 | Sud América | 17.6.2017 | Danubio   | 1 - 2 | Racing      | 24.6.2017 | River Plate | 0 - 2 | Danubio   | 1.7.2017 |
| River Plate | 1 - 1 | Cerro       | 17.6.2017 | Wanderers | 2 - 2 | River Plate | 25.6.2017 | Juventud    | 1 - 1 | Cerro     | 1.7.2017 |
| Racing      | 1 - 3 | Nacional    | 17.6.2017 | Cerro     | 2 - 1 | Sud América | 25.6.2017 | Racing      | 0 - 1 | Wanderers | 1.7.2017 |
| Danubio     | 0 - 1 | Wanderers   | 18.6.2017 | Nacional  | 3 - 1 | Juventud    | 25.6.2017 | Sud América | 0 - 3 | Nacional  | 1.7.2017 |

| 7ª giornata | 7ª giornata | 7ª giornata | 7ª giornata |
| Locali      | R           | Ospiti      | Data        |
| ----------- | ----------- | ----------- | ----------- |
| Racing      | 1 - 1       | River Plate | 9.7.2017    |
| Danubio     | 0 - 0       | Juventud    | 9.7.2017    |
| Wanderers   | 2 - 0       | Sud América | 9.7.2017    |
| Cerro       | 0 - 2       | Nacional    | 9.7.2017    |

### Finale
| Locali            | R     | Ospiti   | Data      |
| ----------------- | ----- | -------- | --------- |
| Defensor Sporting | 0 - 1 | Nacional | 16.7.2017 |

### Classifica marcatori
| Pos. | Giocatore           | Squadra           | Gol |
| ---- | ------------------- | ----------------- | --- |
| 1°   | Rodrigo Aguirre     | Nacional          | 5   |
| 1°   | Gonzalo Carneiro    | Defensor Sporting | 5   |
| 2°   | Sebastián Fernández | Nacional          | 4   |
| 2°   | Ignacio Ramírez     | Liverpool (M)     | 4   |

## Clausura 2017

### Classifica
| Pos. | Squadra              | Pt | G  | V  | N | P  | GF | GS | DR  |
| ---- | -------------------- | -- | -- | -- | - | -- | -- | -- | --- |
| 1.   | Peñarol              | 42 | 15 | 14 | 0 | 1  | 39 | 7  | +32 |
| 2.   | Defensor Sporting    | 33 | 15 | 10 | 3 | 2  | 27 | 17 | +10 |
| 3.   | Nacional             | 29 | 15 | 9  | 2 | 4  | 29 | 15 | +14 |
| 4.   | River Plate (M)      | 24 | 15 | 6  | 6 | 3  | 23 | 16 | +7  |
| 5.   | Sud América          | 22 | 15 | 6  | 4 | 5  | 26 | 24 | +2  |
| 6.   | Danubio              | 20 | 15 | 5  | 5 | 5  | 18 | 24 | -6  |
| 7.   | Cerro                | 20 | 15 | 6  | 2 | 7  | 17 | 24 | -7  |
| 8.   | Boston River         | 19 | 15 | 5  | 4 | 6  | 13 | 15 | -2  |
| 9.   | Rampla Juniors       | 18 | 15 | 4  | 6 | 5  | 15 | 19 | -4  |
| 10.  | Fénix                | 17 | 15 | 4  | 5 | 6  | 17 | 17 | 0   |
| 11.  | Liverpool (M)        | 17 | 15 | 5  | 2 | 8  | 23 | 25 | -2  |
| 12.  | Racing Montevideo    | 17 | 15 | 4  | 5 | 6  | 18 | 22 | -4  |
| 13.  | Montevideo Wanderers | 16 | 15 | 4  | 4 | 7  | 21 | 26 | -5  |
| 14.  | El Tanque Sisley     | 16 | 15 | 3  | 7 | 5  | 15 | 22 | -7  |
| 15.  | Juventud             | 11 | 15 | 3  | 2 | 10 | 14 | 28 | -14 |
| 16.  | Plaza Colonia        | 9  | 15 | 2  | 3 | 10 | 12 | 26 | -14 |

Note:
Tre punti a vittoria, uno a pareggio, zero a sconfitta.

### Calendario e risultati
| Fénix            | 2 - 3 | Sud América       | 19.8.2017 | Cerro         | 0 - 3 | Defensor Sporting | 26.8.2017 | Wanderers         | 2 - 2 | River Plate   | 2.9.2017 |
| Racing           | 0 - 1 | Cerro             | 19.8.2017 | Juventud      | 0 - 2 | Fénix             | 26.8.2017 | Fénix             | 0 - 1 | Danubio       | 2.9.2017 |
| Nacional         | 3 - 0 | Juventud          | 19.8.2017 | River Plate   | 1 - 1 | Boston River      | 26.8.2017 | Rampla Juniors    | 2 - 1 | Juventud      | 2.9.2017 |
| Boston River     | 3 - 0 | Plaza Colonia     | 19.8.2017 | Peñarol       | 2 - 1 | Liverpool         | 26.8.2017 | Nacional          | 1 - 0 | Plaza Colonia | 2.9.2017 |
| El Tanque Sisley | 0 - 4 | Peñarol           | 20.8.2017 | Racing        | 0 - 2 | El Tanque Sisley  | 27.8.2017 | El Tanque Sisley  | 2 - 1 | Cerro         | 3.9.2017 |
| Liverpool        | 0 - 4 | River Plate       | 20.8.2017 | Plaza Colonia | 1 - 0 | Wanderers         | 27.8.2017 | Liverpool         | 1 - 1 | Racing        | 3.9.2017 |
| Wanderers        | 1 - 3 | Danubio           | 20.8.2017 | Danubio       | 1 - 1 | Nacional          | 27.8.2017 | Defensor Sporting | 3 - 2 | Sud América   | 3.9.2017 |
| Rampla Juniors   | 2 - 2 | Defensor Sporting | 20.8.2017 | Sud América   | 1 - 1 | Rampla Juniors    | 27.8.2017 | Boston River      | 0 - 1 | Peñarol       | 3.9.2017 |

| Juventud         | 0 - 1 | Defensor Sporting | 9.9.2017  | Liverpool         | 1 - 0 | Cerro            | 16.9.2017 | River Plate      | 3 - 1 | Rampla Juniors    | 23.9.2017 |
| Danubio          | 1 - 1 | Rampla Juniors    | 9.9.2017  | Wanderers         | 1 - 1 | Racing           | 16.9.2017 | Liverpool        | 1 - 2 | Boston River      | 23.9.2017 |
| Peñarol          | 2 - 0 | Wanderers         | 9.9.2017  | Fénix             | 0 - 0 | River Plate      | 16.9.2017 | Racing           | 0 - 1 | Nacional          | 23.9.2017 |
| Cerro            | 2 - 1 | Sud América       | 12.9.2017 | Rampla Juniors    | 2 - 0 | Plaza Colonia    | 16.9.2017 | Peñarol          | 3 - 0 | Fénix             | 7.10.2017 |
| Plaza Colonia    | 1 - 3 | Fénix             | 12.9.2017 | Defensor Sporting | 1 - 0 | Danubio          | 16.9.2017 | Cerro            | 3 - 2 | Juventud          | 8.10.2017 |
| River Plate      | 2 - 1 | Nacional          | 12.9.2017 | Nacional          | 0 - 2 | Peñarol          | 17.9.2017 | Danubio          | 1 - 0 | Sud América       | 8.10.2017 |
| Racing           | 1 - 1 | Boston River      | 12.9.2017 | Boston River      | 1 - 0 | El Tanque Sisley | 18.9.2017 | Plaza Colonia    | 1 - 2 | Defensor Sporting | 8.10.2017 |
| El Tanque Sisley | 0 - 3 | Liverpool         | 12.9.2017 | Sud América       | 1 - 1 | Juventud         | 18.9.2017 | El Tanque Sisley | 1 - 1 | Wanderers         | 8.10.2017 |

| Defensor Sporting | 2 - 1 | River Plate      | 14.10.2017 | River Plate      | 1 - 2 | Sud América       | 4.11.2017 | Wanderers         | 2 - 3 | Cerro            | 8.11.2017 |
| Fénix             | 1 - 2 | Racing           | 14.10.2017 | Plaza Colonia    | 1 - 0 | Juventud          | 4.11.2017 | Defensor Sporting | 4 - 2 | Racing           | 8.11.2017 |
| Rampla Juniors    | 1 - 4 | Peñarol          | 14.10.2017 | Racing           | 0 - 0 | Rampla Juniors    | 4.11.2017 | Juventud          | 1 - 0 | River Plate      | 8.11.2017 |
| Boston River      | 1 - 0 | Cerro            | 15.10.2017 | Liverpool        | 1 - 4 | Nacional          | 4.11.2017 | Danubio           | 2 - 2 | Plaza Colonia    | 8.11.2017 |
| Wanderers         | 2 - 1 | Liverpool        | 15.10.2017 | El Tanque Sisley | 1 - 1 | Fénix             | 5.11.2017 | Sud América       | 2 - 3 | Peñarol          | 9.11.2017 |
| Nacional          | 1 - 2 | El Tanque Sisley | 15.10.2017 | Boston River     | 1 - 1 | Wanderers         | 5.11.2017 | Rampla Juniors    | 1 - 1 | El Tanque Sisley | 9.11.2017 |
| Sud América       | 2 - 2 | Plaza Colonia    | 15.10.2017 | Cerro            | 1 - 2 | Danubio           | 5.11.2017 | Fénix             | 0 - 2 | Liverpool        | 9.11.2017 |
| Juventud          | 2 - 1 | Danubio          | 15.10.2017 | Peñarol          | 3 - 1 | Defensor Sporting | 5.11.2017 | Nacional          | 5 - 0 | Boston River     | 9.11.2017 |

| River Plate      | 1 - 1 | Danubio           | 11.11.2017 | Juventud          | 0 - 2 | Racing           | 15.11.2017 | Cerro            | 2 - 2 | River Plate       | 18.11.2017 |
| Racing           | 2 - 3 | Sud América       | 11.11.2017 | Sud América       | 1 - 1 | El Tanque Sisley | 15.11.2017 | El Tanque Sisley | 2 - 2 | Juventud          | 18.11.2017 |
| Cerro            | 1 - 0 | Plaza Colonia     | 11.11.2017 | Fénix             | 4 - 1 | Wanderers        | 15.11.2017 | Nacional         | 1 - 0 | Fénix             | 18.11.2017 |
| Peñarol          | 1 - 0 | Juventud          | 11.11.2017 | Plaza Colonia     | 2 - 3 | River Plate      | 15.11.2017 | Boston River     | 0 - 1 | Defensor Sporting | 19.11.2017 |
| Boston River     | 0 - 0 | Fénix             | 12.11.2017 | Nacional          | 3 - 1 | Cerro            | 15.11.2017 | Liverpool        | 2 - 4 | Sud América       | 19.11.2017 |
| Liverpool        | 1 - 2 | Rampla Juniors    | 12.11.2017 | Danubio           | 0 - 2 | Peñarol          | 16.11.2017 | Racing           | 5 - 2 | Danubio           | 19.11.2017 |
| Wanderers        | 2 - 3 | Nacional          | 12.11.2017 | Rampla Juniors    | 1 - 0 | Boston River     | 16.11.2017 | Wanderers        | 1 - 0 | Rampla Juniors    | 19.11.2017 |
| El Tanque Sisley | 0 - 2 | Defensor Sporting | 12.11.2017 | Defensor Sporting | 2 - 2 | Liverpool        | 16.11.2017 | Peñarol          | 3 - 0 | Plaza Colonia     | 19.11.2017 |

| Sud América       | 1 - 0 | Boston River     | 22.11.2017 | Boston River     | 3 - 1 | Juventud          | 25.11.2017 | Plaza Colonia     | 0 - 1 | Liverpool        | 1.12.2017 |
| Juventud          | 2 - 1 | Liverpool        | 22.11.2017 | Cerro            | 0 - 4 | Peñarol           | 25.11.2017 | Rampla Juniors    | 0 - 1 | Cerro            | 2.12.2017 |
| Fénix             | 1 - 1 | Cerro            | 22.11.2017 | Nacional         | 1 - 1 | Defensor Sporting | 26.11.2017 | River Plate       | 1 - 0 | El Tanque Sisley | 3.12.2017 |
| River Plate       | 2 - 1 | Peñarol          | 22.11.2017 | Fénix            | 1 - 1 | Rampla Juniors    | 26.11.2017 | Peñarol           | 4 - 0 | Racing           | 3.12.2017 |
| Danubio           | 2 - 2 | El Tanque Sisley | 23.11.2017 | Liverpool        | 5 - 0 | Danubio           | 26.11.2017 | Danubio           | 1 - 0 | Boston River     | 3.12.2017 |
| Rampla Juniors    | 0 - 2 | Nacional         | 23.11.2017 | Racing           | 0 - 0 | River Plate       | 26.11.2017 | Juventud          | 2 - 5 | Wanderers        | 3.12.2017 |
| Plaza Colonia     | 1 - 2 | Racing           | 23.11.2017 | Wanderers        | 1 - 0 | Sud América       | 26.11.2017 | Defensor Sporting | 0 - 2 | Fénix            | 3.12.2017 |
| Defensor Sporting | 2 - 1 | Wanderers        | 23.11.2017 | El Tanque Sisley | 1 - 1 | Plaza Colonia     | 26.11.2017 | Sud América       | 3 - 2 | Nacional         | 3.12.2017 |

### Classifica marcatori
| Pos. | Giocatore           | Squadra           | Gol |
| ---- | ------------------- | ----------------- | --- |
| 1°   | Maureen Franco      | Cerro             | 10  |
| 1°   | Cristian Palacios   | Peñarol           | 10  |
| 2°   | Cristian Rodríguez  | Peñarol           | 9   |
| 2°   | Rubén Bentancourt   | Sud América       | 9   |
| 3°   | David Terans        | Danubio           | 8   |
| 3°   | Sebastián Fernández | Nacional          | 8   |
| 3°   | Renzo López         | Plaza Colonia     | 8   |
| 4°   | Gonzalo Malán       | Juventud          | 7   |
| 5°   | Maxi Rodríguez      | Peñarol           | 6   |
| 5°   | Líber Quiñones      | Racing Montevideo | 6   |
| 5°   | Alex Silva          | Rampla Juniors    | 6   |

## Classifica annuale
Questa classifica tiene conto di tutti i risultati ottenuti nella stagione 2017. La squadra vincitrice di questa classifica accede direttamente alla finale del campionato.
| Pos. | Squadra              | Pt | G  | V  | N  | P  | GF | GS | DR  |
| ---- | -------------------- | -- | -- | -- | -- | -- | -- | -- | --- |
| 1.   | Peñarol              | 86 | 37 | 26 | 8  | 3  | 85 | 26 | +59 |
| 2.   | Defensor Sporting    | 86 | 37 | 26 | 8  | 3  | 67 | 37 | +40 |
| 3.   | Nacional             | 83 | 37 | 26 | 5  | 6  | 71 | 35 | +36 |
| 4.   | Montevideo Wanderers | 55 | 37 | 16 | 7  | 14 | 56 | 53 | +3  |
| 5.   | Cerro                | 53 | 37 | 15 | 8  | 14 | 50 | 50 | 0   |
| 6.   | Boston River         | 52 | 37 | 15 | 7  | 15 | 43 | 39 | +4  |
| 7.   | Rampla Juniors       | 50 | 37 | 13 | 11 | 13 | 42 | 50 | -8  |
| 8.   | Danubio              | 46 | 37 | 10 | 14 | 13 | 40 | 49 | -9  |
| 9.   | River Plate (M)      | 45 | 37 | 10 | 15 | 12 | 42 | 44 | -2  |
| 10.  | Racing Montevideo    | 45 | 37 | 12 | 9  | 16 | 42 | 51 | -9  |
| 11.  | Fénix                | 42 | 37 | 10 | 12 | 15 | 46 | 47 | -1  |
| 12.  | Liverpool (M)        | 37 | 37 | 9  | 10 | 18 | 44 | 58 | -14 |
| 13.  | El Tanque Sisley     | 37 | 37 | 9  | 10 | 18 | 41 | 64 | -23 |
| 14.  | Sud América          | 35 | 37 | 9  | 9  | 19 | 50 | 69 | -19 |
| 15.  | Juventud             | 31 | 37 | 7  | 10 | 20 | 38 | 60 | -22 |
| 16.  | Plaza Colonia        | 29 | 37 | 6  | 11 | 20 | 32 | 57 | -25 |

Note:
Tre punti a vittoria, uno a pareggio, zero a sconfitta.
Avendo totalizzato gli stessi punti alla fine della stagione, Peñarol e Defensores Sporting hanno disputato uno spareggio a gara unica per determinare la vincitrice della Tabla Anual che accederà alla finale del campionato.
| Spareggio Tabla Anual | Spareggio Tabla Anual | Spareggio Tabla Anual | Spareggio Tabla Anual |
| Locali                | R                     | Ospiti                | Data                  |
| --------------------- | --------------------- | --------------------- | --------------------- |
| Defensor Sporting     | 0 - 1                 | Peñarol               | 6.12.2017             |

## Fase finale
Alla semifinale del campionato hanno avuto accesso la vincente del torneo Apertura, il Defensor Sporting, e la vincente del torneo Clausura, il Peñarol, che in tal maniera si ritrovano di nuovo a fronteggiarsi dopo lo spareggio per la Tabla Anual. Avendo vinto il Peñarol tale semifinale, non si è resa necessaria la disputa della finale del campionato (dato che i gialloneri hanno ottenuto il titolo della Tabla Anual e hanno vinto la sfida fra le vincenti dei due tornei semestrali): in tal maniera il Peñarol si è laureato campione del torneo 2017, ottenendo il 51º titolo della sua storia.
| Semifinale        | Semifinale  | Semifinale | Semifinale |
| Locali            | R           | Ospiti     | Data       |
| ----------------- | ----------- | ---------- | ---------- |
| Defensor Sporting | 2 - 4 (dcr) | Peñarol    | 10.12.2017 |

## Retrocessioni ("Descenso")
Al termine del campionato retrocederanno in Segunda División le tre squadre con il peggior promedio, ovvero la media punti calcolata sulla base dei punti e delle partite disputate in Primera División nella stagione precedente e in quella attuale.
| Pos. | Squadra              | 2016 | A 2017 | I 2017 | C 2017 | PT  | PG | Promedio |
| ---- | -------------------- | ---- | ------ | ------ | ------ | --- | -- | -------- |
| 1.   | Nacional             | 34   | 35     | 19     | 29     | 117 | 52 | 2.250    |
| 2.   | Defensor Sporting    | 25   | 36     | 17     | 33     | 111 | 52 | 2.134    |
| 3.   | Peñarol              | 15   | 28     | 16     | 42     | 101 | 52 | 1.942    |
| 4.   | Montevideo Wanderers | 29   | 22     | 17     | 16     | 84  | 52 | 1.615    |
| 5.   | Danubio              | 29   | 19     | 7      | 20     | 75  | 52 | 1.442    |
| 6.   | Cerro                | 22   | 25     | 8      | 20     | 75  | 52 | 1.442    |
| 7.   | Boston River         | 22   | 3      | 10     | 19     | 74  | 52 | 1.423    |
| 8.   | Rampla Juniors       | 17   | 21     | 11     | 18     | 67  | 52 | 1.288    |
| 9.   | Racing Montevideo    | 20   | 15     | 13     | 17     | 65  | 52 | 1.250    |
| 10.  | River Plate (M)      | 18   | 18     | 3      | 24     | 63  | 52 | 1.211    |
| 11.  | Fénix                | 19   | 16     | 9      | 17     | 61  | 52 | 1.173    |
| 12.  | Liverpool (M)        | 24   | 15     | 5      | 17     | 61  | 52 | 1.173    |
| 13.  | Sud América          | 17   | 9      | 4      | 22     | 52  | 52 | 1.000    |
| 14.  | El Tanque Sisley     | 0    | 19     | 2      | 16     | 37  | 37 | 1.000    |
| 15.  | Juventud             | 17   | 14     | 6      | 11     | 48  | 52 | 0.923    |
| 16.  | Plaza Colonia        | 12   | 14     | 6      | 9      | 41  | 52 | 0.788    |

Sud América e El Tanque Sisley, avendo totalizzato lo stesso promedio al termine della stagione, hanno disputato uno spareggio per determinare la terza squadra a retrocedere in Segunda División, insieme a Juventud e Plaza Colonia. Dopo la disputa delle due gare di andata e ritorno, El Tanque Sisley ha ottenuto il diritto di rimanere in Primera División condannando il Sud América a ritornare nella categoria inferiore.
| Spareggio retrocessione | Spareggio retrocessione | Spareggio retrocessione | Spareggio retrocessione |
| Locali                  | R                       | Ospiti                  | Data                    |
| ----------------------- | ----------------------- | ----------------------- | ----------------------- |
| El Tanque Sisley        | 3 - 2                   | Sud América             | 9.12.2017               |
| Sud América             | 1 - 1 4 - 2 dcr         | El Tanque Sisley        | 13.12.2017              |